# Schappe

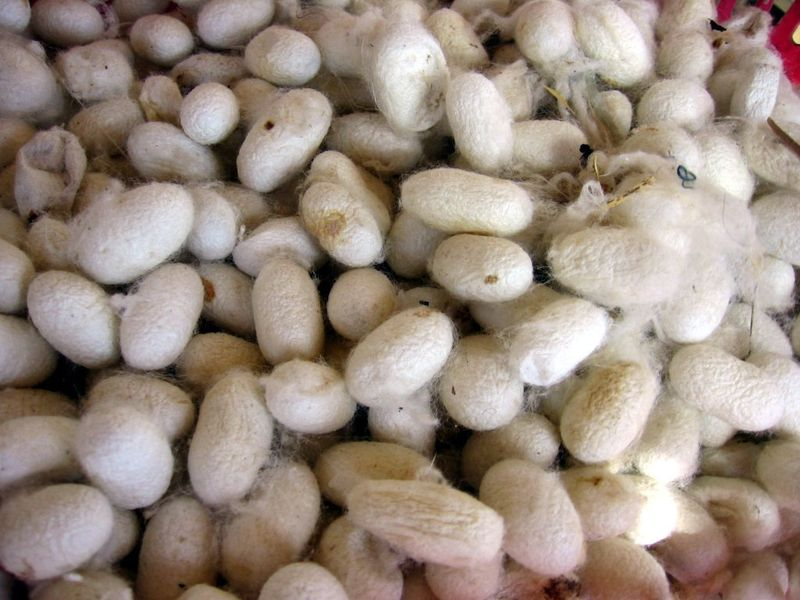
Cocons de vers à soie

On nomme schappe le produit obtenu après travail des déchets de soie auxquels le traitement habituel pour obtenir des fils de soie ne peut s'appliquer.
La schappe de soie est extraite à partir de longueurs de fibres moyennes allant jusqu'à 15 cm. Elle se différencie de la soie grège par une apparence plus mate et plus souple.
Le cycle de transformation est proche de celui de la laine peignée.
Par extension, ce mot désigne également les entreprises industrielles spécialisées dans cette production. Les termes filoselle ou, en Suisse, chappe désignent couramment le textile ou les articles produits à partir de la schappe.

## Historique
Le peignage des déchets de soie est très ancien. Aristote et Pline l'Ancien parlent de l’effilochage du cocon
et du filage par la quenouille de la ouate ainsi obtenue.
Autrefois, dans les régions séricicoles, les déchets étaient en effet utilisés en les filant au rouet, après les avoir fait macérer dans une lessive de cendres de bois. 
En France, en 1265 et 1499, une ordonnance royale interdisait de tisser de la soie avec du « floret », c’est-à-dire le fil de schappe, cette production étant considérée comme une malfaçon.
En raison de son prix élevé, la soie a très vite suscité des efforts pour la récupération de ses déchets : pour obtenir 12 kg de soie, on produit en effet 14 kg de déchets.
Les bénéfices considérables que l'on pouvait retirer de la récupération de telles quantités ont rapidement tenté les industriels.

## Origine des déchets de soie

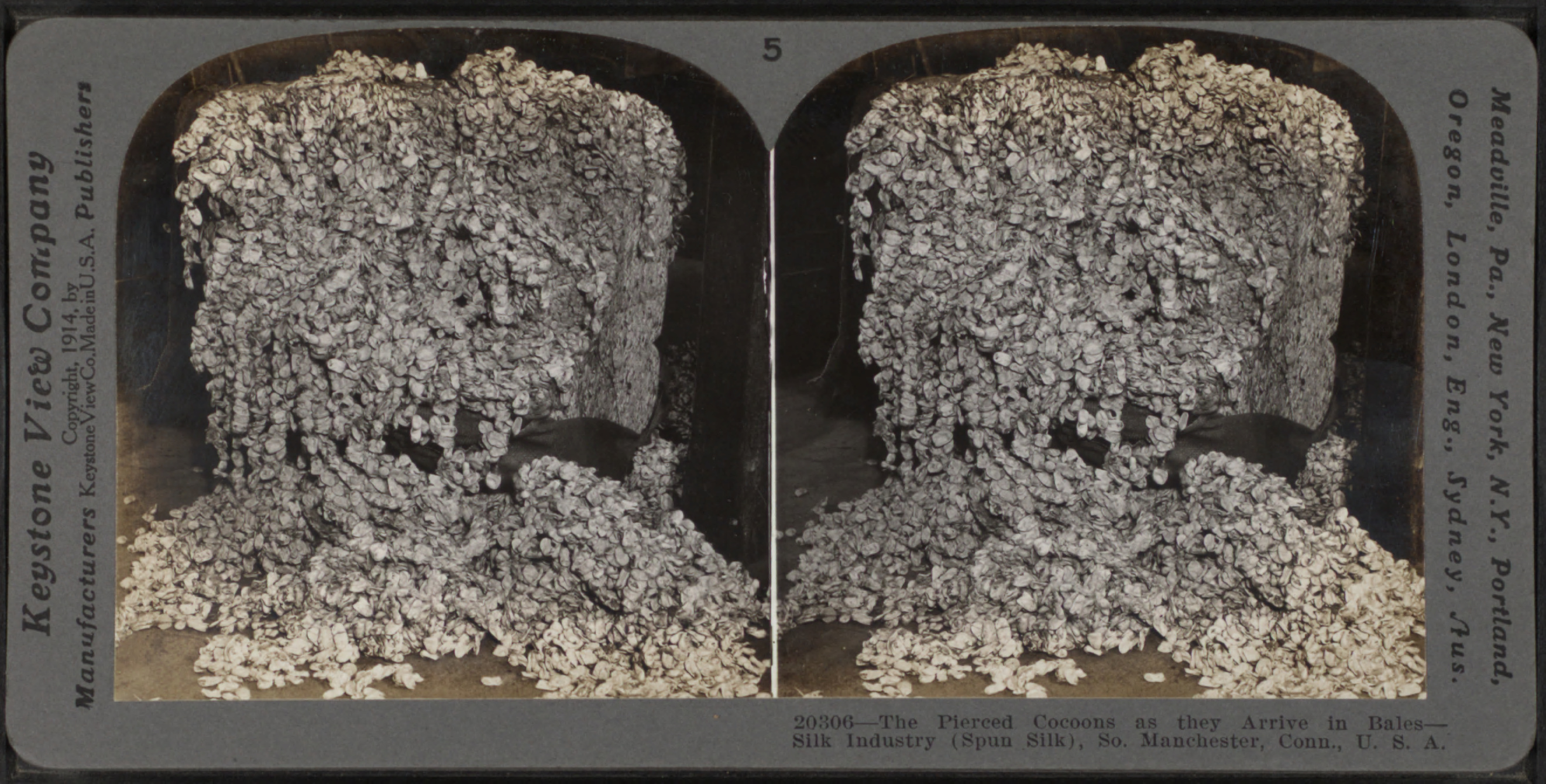
Arrivage d'une balle de cocons percés (1914).

La schappe peut provenir de déchets de soie grège, ou directement de cocons produits dans la nature.
Sont notamment utilisés :
- la « bourre » déposées sur les machines utilisées pour le filage de la soie grège
- les « frisons », c’est-à-dire des premiers bouts de fil de soie qui sont restés accrochés aux balais lors de l’opération du battage
- les cocons troués, percés lors de l'éclosion des vers à soie (bombyx du mûrier) prévus pour la reproduction
- la partie externe de la chrysalide qui forme une sorte de feutre
- la dernière couche interne non dévidable du cocon
- les cocons anormaux, donc indévidables :
  - "doupions" produits par plusieurs vers tissant en commun une même enveloppe et indévidables
  - "piqués", c'est-à-dire les cocons percés par des insectes prédateurs
  - "muscardinés", cocons dont la chrysalide est morte de la muscardine ou de la pébrine
- les cocons de vers à soie sauvages ( ver à soie Tussah)[2]

Au fur et à mesure des progrès de la sériciculture française, les déchets devenant plus rare, il devint nécessaire de les importer, notamment depuis la Perse, le Japon ou les Balkans.

## Technique

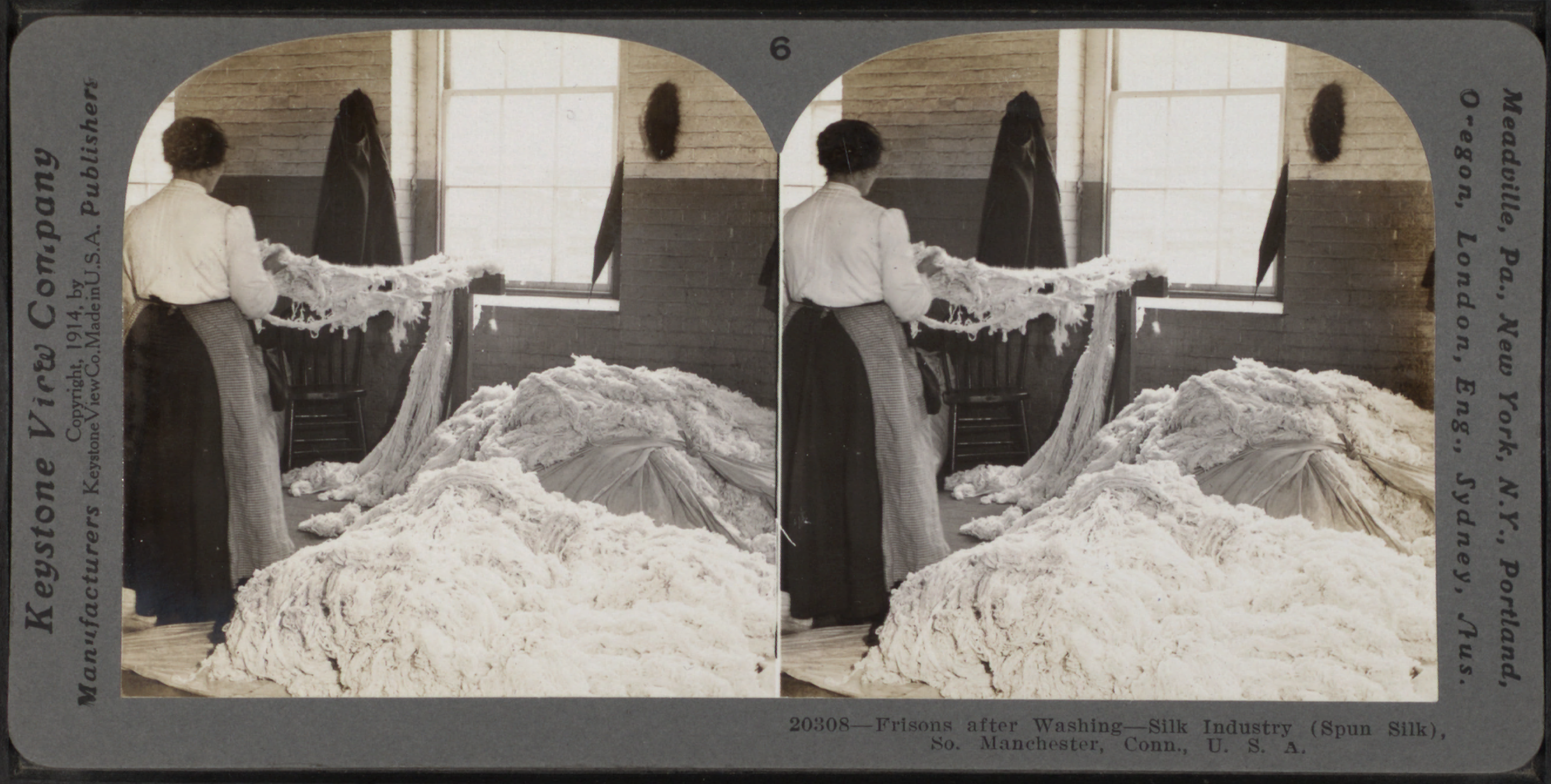
Frisons après lavage (1914).

Les déchets de soie sont d'abord traités par lavages répétés et « décreusage » (ou « décrusage »), opération qui consiste à débarrasser la soie de son « grès », la colle naturelle qui enveloppe le fil de soie quand le ver à soie file son cocon et qui le maintient en forme en séchant. 
Ils sont ensuite débarrassés manuellement de toutes leurs impuretés et soumis au peignage.
Ils peuvent alors être filés par les mêmes procédés que la laine et le coton.